# خرف ارتجاج الدماغ
خرف ارتجاج الدماغ أو خرف ارتجاج المخ (بالانجليزية: Dementia pugilistica) هو نوع من اعتلال الدماغ الرضي المزمن، وهو مرض عصبي تنكسي له سمات الخرف. قد يصيب خرف ارتجاج الدماغ الملاكمين الهواة أو المحترفين، والمصارعين، وكذلك الرياضيين في الرياضات الأخرى الذين يعانون من ارتجاج. ويسمى أيضًا اعتلال الدماغ المزمن للملاكم، واعتلال الدماغ الرضي للملاكم، وخرف الملاكم، وإصابات الدماغ الرضية المزمنة المرتبطة بالملاكمة، ومتلازمة اللكمة في حالة السكر. وكان يعتبر خرف ارتجاج الدماغ تاريخيًا معادل لاعتلال الدماغ الرضي المزمن، ولكنه يعتبر الآن نوعًا فرعيًا منه.
وتحدث هذه الحالة نتيجة ضربات متكررة ارتجاجية، أو شبه ارتجاجية (ضربات تقل عن عتبة القوة اللازمة لإحداث ارتجاج)، أو كليهما. وبسبب القلق من أن الملاكمة قد تسبب خرف ارتجاج المخ، هناك سعي من المهنيين الطبيين لحظر هذه الرياضة. وقد دعا المهنيون الطبيون لمثل هذا الحظر منذ وقت مبكر من الخمسينيات. وتتطور أعراض وعلامات خرف ارتجاج المخ تدريجيا على مدى فترة طويلة كامنة في بعض الأحيان تصل إلى عقود، مع متوسط وقت لبدايتها حوالي 12 إلى 16 عاما بعد بدء مهنة الملاكمة. ويُعتقد أن الحالة تؤثر على حوالي 15٪ إلى 20٪ من الملاكمين المحترفين.

## أصل الكلمة
كلمة pugilistica بمعنى «ارتجاج»، تأتي من الجذور اللاتينية pugil، وللملاكمة pugnus هي أقرب إلى كلمة «قبضة»، أو pugnāre بمعنى قتال.

## الأعراض
تتجلى الحالة التي تحدث في الرياضيين الذين عانوا من ضربات متكررة في الرأس في صورة خرف، أو انخفاض القدرة العقلية، أو مشاكل في الذاكرة، أو نوبات دوار، أو عدم التوازن إلى حد عدم القدرة على المشي اعتمادا على نفسه لفترة قصيرة، أو الشلل الرعاش، أو الهزات وعدم القدرة على تنسيق الحركة. ويمكن أيضًا أن يسبب مشاكل في الكلام والمشية غير المستقرة. قد يكون المرضى الذين يعانون من خرف ارتجاج الدماغ عرضة لفعل سلوك غير لائق أو مفاجئ، ويمكن أن يُظهر الغيرة المرضية أو جنون العظمة.

## العلاج
يمكن أن يعالج المصابين بالأدوية المستخدمة لمرض ألزهايمر والشلل الرعاش، على الرغم من عدم وجود علاج معروف.

## التاريخ
وقد وصف دكتور هاريسون ستانفورد مارتلاند، وهو كبير أطباء الطب الشرعي في مقاطعة إسيكس في نيوارك بولاية نيوجيرسي، خرف ارتجاج الدماغ في مقالة بمجلة الجمعية الطبية الأمريكية، في عام 1928، حيث أشار فيه إلى الهزات، والحركة البطيئة، والارتباك، ومشاكل الكلام النموذجية لهذه الحالة. وفي عام 1973، وصفت مجموعة بقيادة ج. أ. كورسيليس نتائج الاعتلال العصبي النموذجي لخرف ارتجاج الدماغ بعد فحص ما بعد الوفاة لأدمغة 15 من الملاكمين السابقين.

## الآلية
ومن الآليات المتورطة في تفسير هذه المتلازمة: فقدان الخلايا العصبية، وتندب أنسجة المخ، وتجمع البروتين، ولويحات الشيخوخة، واستسقاء الرأس، ووهن الجسم الثفني، وإصابة المحور العصبي المنتشرة، والتشابك الليفي العصبي، وتلف المخيخ. وقد تكون الحالة مرتبطة بمرض ألزهايمر. تم العثور على التشابك العصبي الليفي في أدمغة مرضى خرف ارتجاج الدماغ، ولكن ليس بنفس التوزيع الموجود عادة في الأشخاص الذين يعانون من مرض الزهايمر. فحصت مجموعة ما شرائح دماغية من المرضى الذين أصيبوا بإصابات دماغية رضية بسيطة متعددة، ووجدوا تغييرات في الهياكل الخلوية للخلايا، والتي اقترحوا أنها قد تكون ناجمة عن الأضرار التي لحقت بالأوعية الدموية الدماغية.
ويعتبر التعرض المتزايد للضربات الارتجاجية والضربات دون الارتجاجية عامل الخطر الأكثر أهمية، والذي يمكن أن يعتمد على العدد الإجمالي للمعارك، وعدد الخسائر من الضربات القاضية، ومدة العمل في هذه المهنة، وتواتر المعارك، وسن التقاعد، وأسلوب الملاكمة. ووجدت إحدى الدراسات أن أليل صميم البروتين الشحمي ج (ApoE4) مرتبط (p <.001) مع زيادة شدة العجز العصبي المزمن في الملاكمين المعرضين للإصابة بنسبة عالية. خضع 30 من الملاكمين المحترفين للتقييم العصبي والاختبار الجيني للأليل ApoE4، وهو عامل خطر جيني معروف للخرف، وخاصة مع الظهور المتأخر لمرض الزهايمر. وتم تقسيم شدة إعاقاتهم المعرفية، والحركية، والسلوكية باستخدام مقياس إصابات الدماغ المزمنة، الذي يتراوح من 0-9 مع تعريف الدرجة الأكبر من 0 على أنها غير طبيعية. بين 18 ملاكم مع أكثر من 12 نوبة مهنية، كان أولئك الذين يمتلكون على الأقل أليل واحد ApoE4 أعلى درجة من الإصابة الدماغية المزمنة (يعني 3.9 ± 2.3) مقارنة مع الملاكمين دون الأليل (يعني 1.8 ± 1.2). أما الملاكمون الباقون الذين تعرضوا لصدمات أقل، فقد بلغ متوسطهم 0.33، بغض النظر عن النمط الوراثي ApoE.
لخصت مقالة نُشرت في أبريل 1983 بعنوان «الكثير من اللكمات، القليل جدا من القلق» طريقة الفحص العصبي وتشخيص متلازمة «اللكمة في حالة سكر». أكثر الأدلة الإشعاعية شيوعًا في الأشعة المقطعية في الملاكمين الذين يعانون من علامات واضحة للخرف هي ضمور القشرية، وتضخم الجهاز البطيني في الدماغ وجوف الحاجز الشفاف. وتستشهد المقالة بنتائج التصوير المقطعي المحوسب على ثمانية أبطال سابقين مع خمسة منهم يعرضون دليلا على جوف الحاجز الشفاف بما في ذلك محمد علي والمتنافس جيري كواري. وحذرت المقالة كواري وعلي من النتائج. وقد تُوفي كواري، الذي لم يُظهر أي علامات سلوكية واضحة لضمور الدماغ أو تلفه في ذلك الوقت، من خرف ارتجاج الدماغ في سن 53 عاما في عام 1999. بينما كان أداء تكس كوب، وهو منافس الوزن الثقيل صاحب عدد أقل بكثير من المعارك في سجله المهني ولم يشارك في معارك الهواة، جيدًا في الاختبارات المعرفية وكان المسح المقطعي الخاص به طبيعيًّا.